# Église de l'Immaculée-Conception de Rochester
L'église de l'Immaculée-Conception (Immaculate Conception Church) est une église catholique située aux États-Unis à Rochester dans l'État de New York. Elle dépend du diocèse de Rochester et est dédiée à l'Immaculée Conception. Le complexe architectural (église, dépendances, ancienne école paroissiale et presbytères) est inscrit à la liste du Registre national des lieux historiques.

## Histoire et description
Le complexe architectural comprend une église construite en 1864, par Frank Frey et Gordon & Madden, dans le style néo-roman italien ; l'ancien presbytère construit en 1871 ; l'ancienne école paroissiale construite en 1926 avec des dépendances (garage) et le nouveau presbytère construit vers 1900.
La paroisse a été fondée en 1847 pour subvenir aux besoins de la population irlandaise immigrée en pleine croissance. La première église est une petite construction de briques terminée en 1849. Elle est détruite par un incendie en 1864 et l'église actuelle est construite aussitôt dès juillet 1864. La première école paroissiale est bâtie en 1871 du côté de la Edinburgh Street et de l'église faisant face à la Plymouth Avenue sous l'épiscopat du premier évêque de Rochester, Mgr Bernard McQuaid. Une autre école est construite en 1894, remplacée par une nouvelle école en 1926. À son pic vers 1960 la paroisse comptait quatre mille fidèles avec neuf cents enfants à l'école paroissiale ! Celle-ci a dû fermer en 1975 après la tourmente post-conciliaire. Le bâtiment est loué à l'université de Rochester depuis 1987 afin d'abriter le Mt. Hope Family Center.
Le toit actuel du clocher, coiffé d'une croix en acier inoxydable, était autrefois beaucoup plus haut. Il a été frappé par la foudre en 1962 et a dû être enlevé pour laisser la place à un toit moins haut. L'église a été rénovée plusieurs fois et l'intérieur a été dépouillé en 1980 de son décor original. Une rénovation a eu lieu en 2000. La paroisse a fusionné en 2010 avec l'église Sainte-Brigitte qui a dû fermer par manque de moyens et à cause de la baisse de la pratique ; ce qui a fait venir des paroissiens en majorité d'origine africaine ou antillaise.
L'ensemble a été inscrit à la liste du Registre national des lieux historiques en 2002.

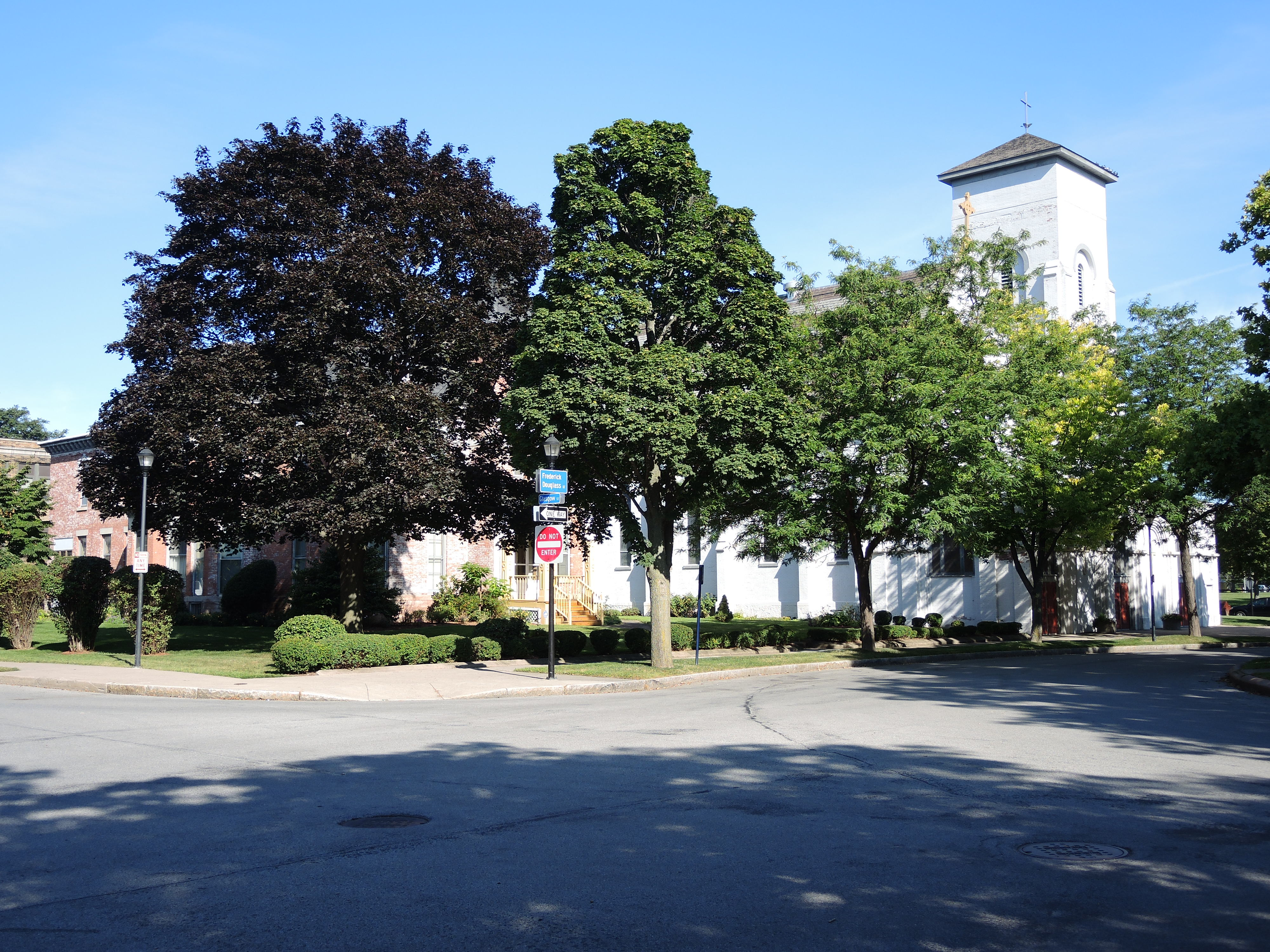
Complexe architectural
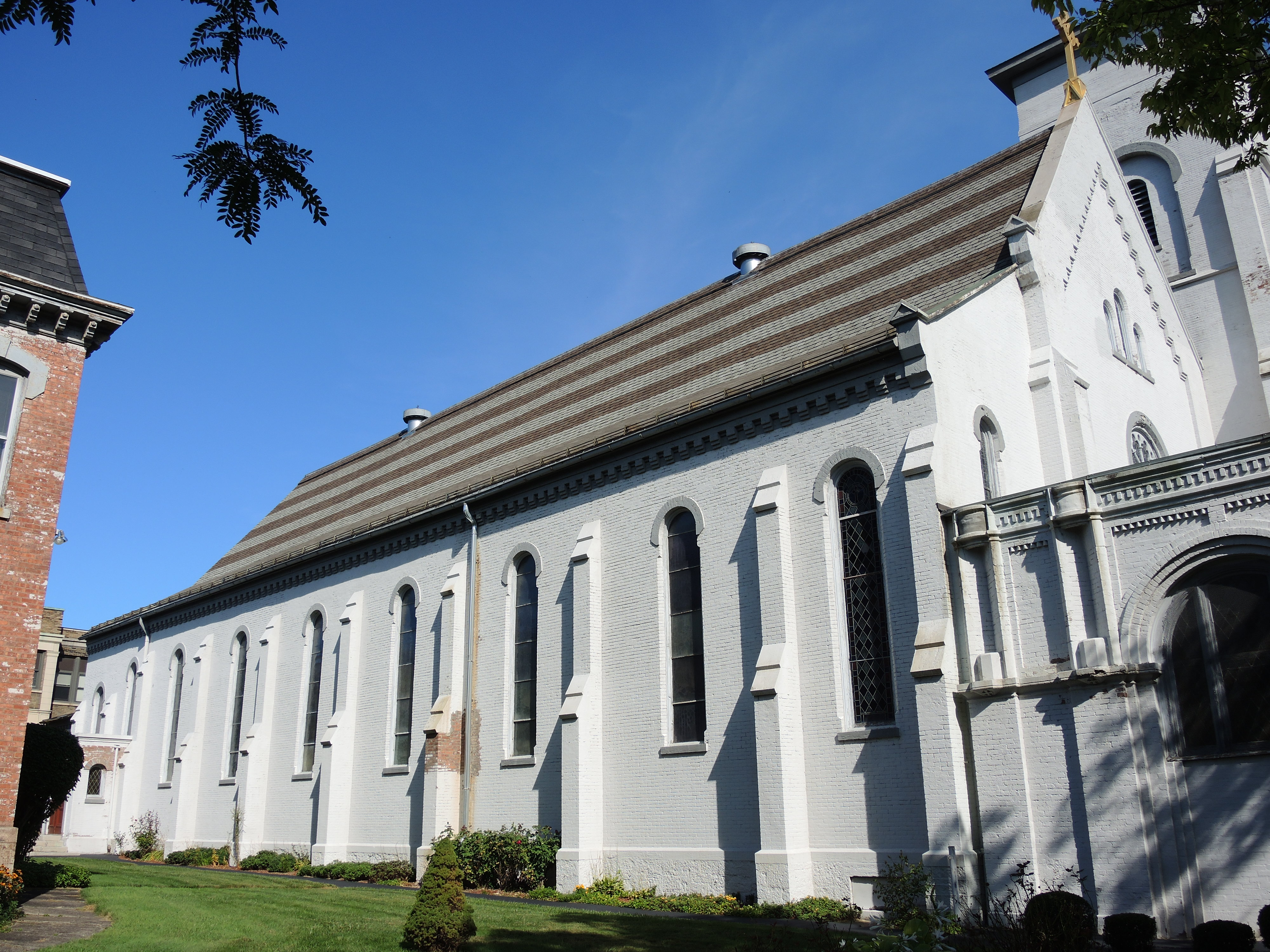
Côté sud
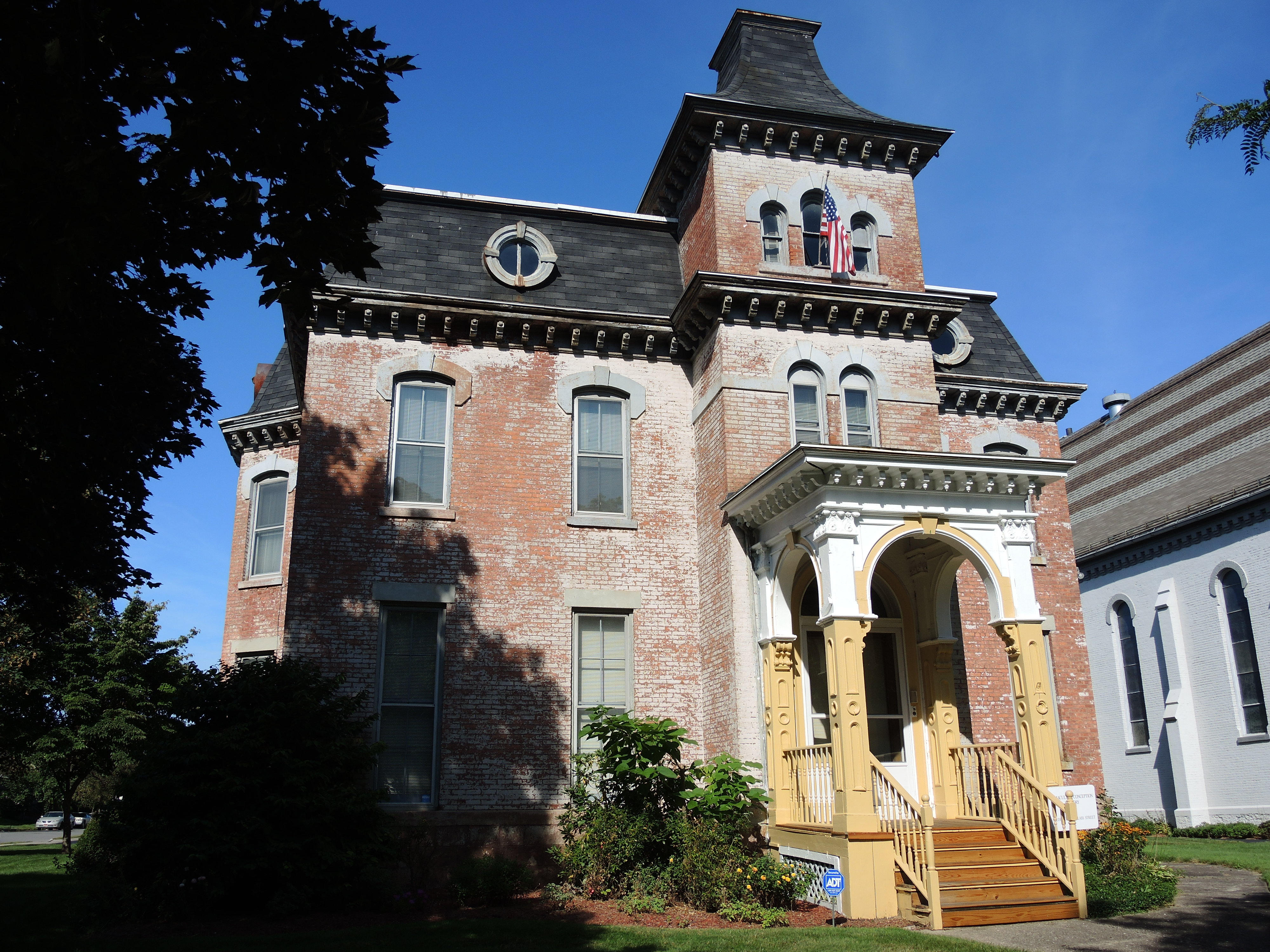
Ancien presbytère de face
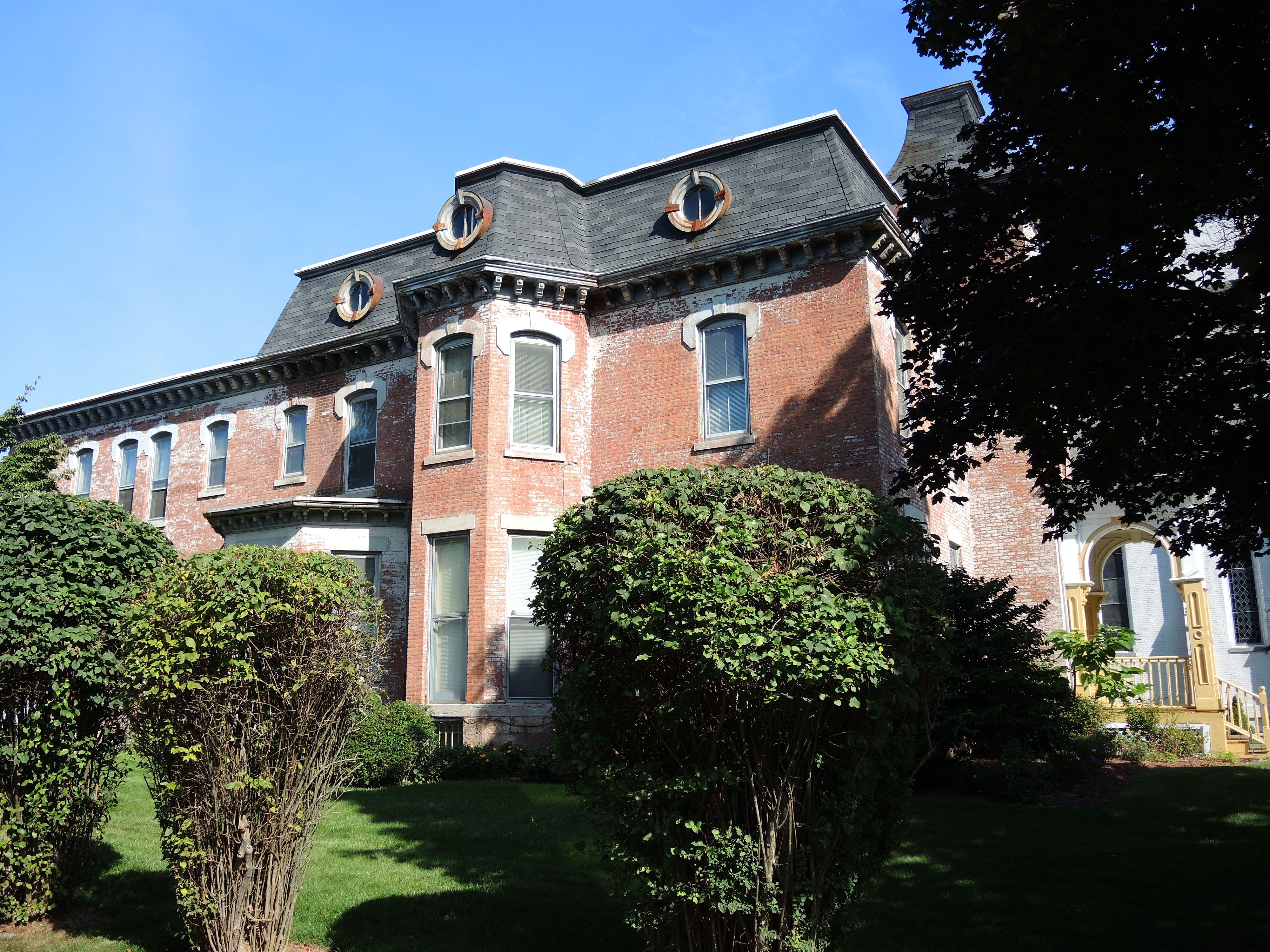
Ancien presbytère de côté
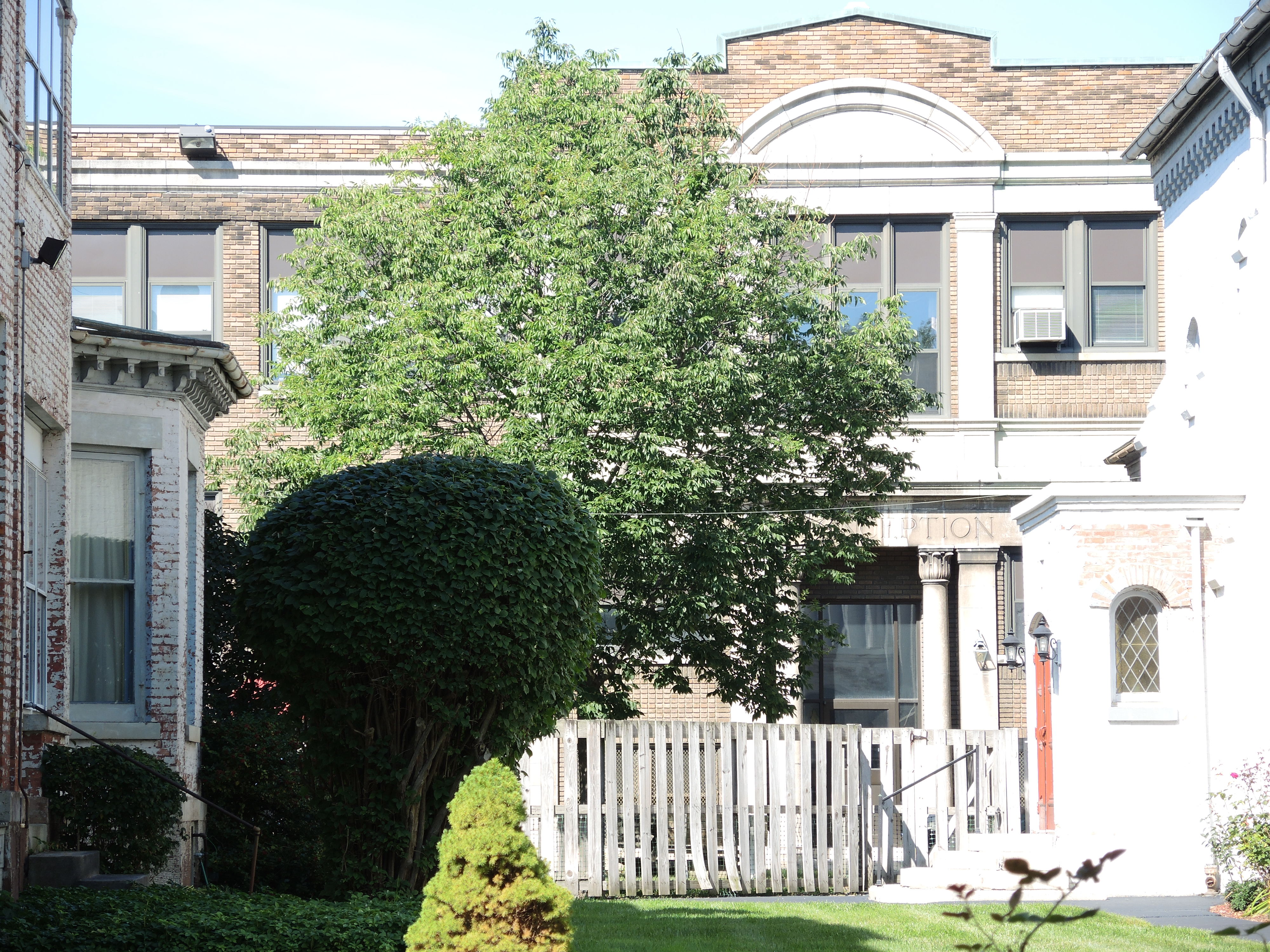
Ancienne école paroissiale (est)
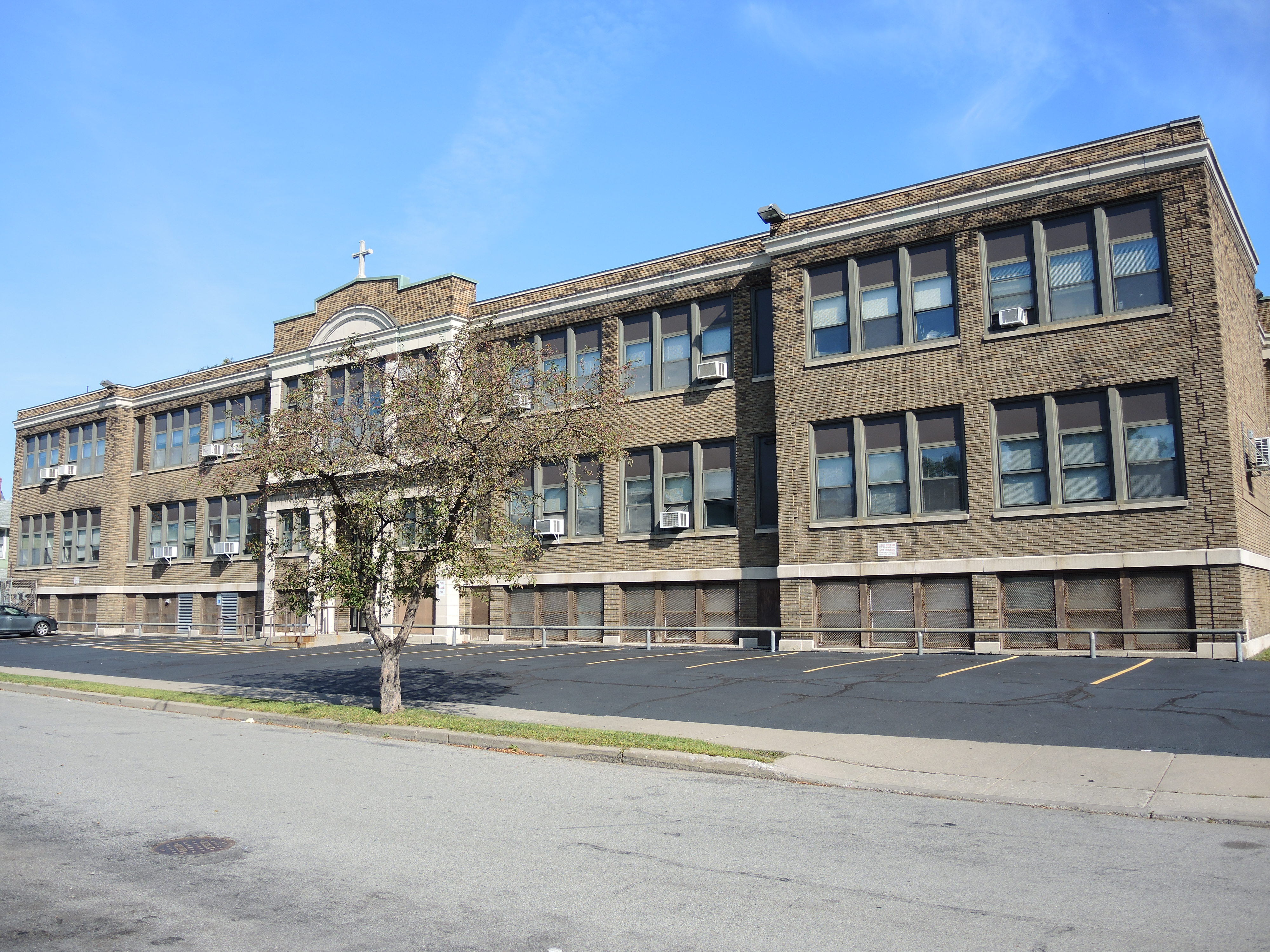
Ancienne école paroissiale (sud)

## Élèves notables
- Mary Elizabeth Clarke (1924-2011), ancienne élève de l'école paroissiale (aujourd'hui fermée), est devenue directrice du Women's Army Corps et la première femme à atteindre le rang de major general dans l'armée américaine.